# Onano
Onano település Olaszországban, Lazio régióban, Viterbo megyében. Lakosainak száma 898 fő (2023. január 1.). Onano Acquapendente, Gradoli, Grotte di Castro, Latera és Sorano községekkel határos.

## Népesség
A település népessége az elmúlt években az alábbi módon változott:
| Lakosok száma | 983  | 990  | 898  |
|               | 2017 | 2018 | 2023 |

## Híres szülötte
- XII. Piusz pápa